# Hideyuki Tanaka
Hideyuki Tanaka (田中 秀幸 Tanaka Hideyuki?,  Ōta, Tokio, 12 de noviembre de 1950) es un actor, seiyū y narrador japonés, afiliado a Aoni Production. Algunos de sus roles más conocidos incluyen el de Donquixote Doflamingo en One Piece, Tarō Yamada en Dokaben, Roberto Hongō en Captain Tsubasa, The Terryman en Kinnikuman, Jin Koishikawa en Marmalade Boy, Eijirō Kashiwaba en Touch, Aioria de Leo en Saint Seiya, Avan en Dai no Daibōken, Kiminobu Kogure en Slam Dunk, entre otros.

## Filmografía

### Anime
- Space Battleship Yamato III (Ryuusuke Damon)
- Urusei Yatsura (Kakashi no Sanshirou)
- F-Zero Falcon Densetsu (Captain Falcon/Bart Lemming)
- Cardcaptor Sakura (Fujitaka Kinomoto)
- Entaku no Kishi Monogatari Moero Arthur (Kay)
- Gaiking Legend of Daiku-Maryu (Sakon)
- Mobile Suit Gundam (Woody Malden)
- Captain Tsubasa (Roberto Hongo)
- Kiteretsu Daihyakka (Eitarou Kite)
- Kinnikuman (Terryman, Springman, Planetman, etc.)
- Kinnikuman Nisei (Terryman, Chloe)
- City Hunter/Angel Heart (Hideyuki Makimura)
- Slam Dunk (Kiminobu Kogure, Narración)
- Crest of the Stars (Rock Lynn)
- Sailor Moon Sailor Stars (Wataru Amanogawa)
- Saint Seiya (Leo Aiolia, Nachi de Lobo, Narrador)
- Sengoku Majin GoShogun (Killy Gagler)
- Transformers: Victory (Starsaber)
- Touch (Eijirou Kashiwaba)
- Demashita! Powerpuff Girls Z (El Alcalde)
- Space Runaway Ideon (Bes Jordan)
- Dokaben (Tarou Yamada)
- Dr. Slump (Akira Toriyama (Human), Scoop)
- Doraemon (Padre de Suneo ([tercera voz]))
- Dragon Ball Super (Damon)
- Dragon Quest: Dai's Great Adventure (Avan, Narración)
- Nightwalker (Cain)
- NANA (Takashi Asano)
- Nils no Fushigi na Tabi (Gunnar)
- Ninja Scroll: The Series (Mufu)
- Nono-chan (Takashi Yamada)
- High School! Kimengumi (Sakugo Jidai)
- Black Jack (Akira)
- Hokuto no Ken 2 (Falco)
- Magic Knight Rayearth (Rayearth, Narrador)
- Marmalade Boy (Jin Koishikawa)
- Future Boy Conan (Luke, Cheet)
- Detective Conan (Yusaku Kudo)
- Maple Town Stories (Papa)
- Maison Ikkoku (Souichirou Otonashi)
- Moeru! Oniisan (Narración)
- Monster (Wolfgang Grimmer)
- Ranma ½ (Torajirou Higuma)
- One Piece (Donquixote Doflamingo)
- Get Backers (Sarai Kagenuma)
- Hellsing (Enrico Maxwell)
- Ginga: Nagareboshi Gin (Ben)
- BLEACH (Shawlong Kuufang)
- World Trigger (Réplica, Narrador)
- Digimon Xros Wars (Captain Falcon) (Apollomon, Apollomon Whispered)
- X-Men (Beast)
- Michiko to Hatchin (Nei)
- Joker Game (Jeffery Morgan/Lewis Macleod, ep 7)
- Onihei Hankachō (Samanosuke Kishii)
- Ao no Exorcist: Kyoto Fujōō Hen (Yaozō Shima)
- Shaman King (2021) (Matamune)
- Bleach: Sennen Kessen-hen (BG9)

### OVAs
- Ai no Kusabi (1992) (Katze)
- Angelique (Clavis)
- Bari Bari Densetsu (Gun Koma)
- Ys II (Keath)
- Kamen Rider SD (Kamen Rider 1)
- Mobile Suit Gundam 0083: Stardust Memory (Green Wyatt)
- Carol: A Day in a Girl's Life (Rymon Douglas)
- Legend of the Galactic Heroes (Jean Robert Lap)
- Guyver (Agito Makishima)
- Transformers: Zone (Victory Saber)
- Shin Hokuto no Ken (Toki)
- Riding Bean (Bean Bandit)
- Record of Lodoss War (Slayn)
- Prefectural Earth Defense Force (Toshiyuki Roberi)
- RG Veda (Ashura-Ou)
- Magic Knight Rayearth OVA (Rayearth, Narrador)

### Películas animadas
- Space Warrior Baldios (Jack Oliver)
- X (Seiichirou Aoki)
- Kinnikuman Series (Terryman)
- Slam Dunk Series (Kogure Kiminobu)
- Vampire Hunter D: Bloodlust (D)
- Five Star Stories (Balanche)
- Digimon: X Evolution (Omegamon)
- One Piece: Nejimaki Shima no Bouken (Pin Joker)
- Detective Conan - The Phantom of Baker Street (Yusaku Kudo, Sherlock Holmes)
- They Were 11 (King Mayan Baceska)

### Videojuegos
- Tales of Symphonia (Yggdrasil)
- Angelique (Clavis)
- Space Battleship Yamato (Daisuke Shima)
- Ace Combat 5: The Unsung War (Vincent Harling)
- Ace Combat 0: The Blekan War (Reiner Altman)
- Kinnikuman Generations(Terryman)
- Kinnikuman Muscle Grand Prix Max (Terryman, Springman, Planetman)
- Shaman King (Matamune)
- JoJo's Bizarre Adventure Phantom Blood (Jonathan Joestar)
- Xenosaga(Jin Uzuki)
- Policenauts (Jonathan Ingram)
- Metal Gear Solid (Hal "Otacon" Emmerich)
- Saint Seiya: Chapter-Sanctuary (Aioria de Leo)

### Doblaje
- The Living Daylights (Timothy Dalton: James Bond)
- Licencia para matar (James Bond)
- GoldenEye (Pierce Brosnan: James Bond)
- El mañana nunca muere (James Bond)
- The World Is Not Enough (James Bond)
- Die Another Day (James Bond)
- Aliens: El regreso (Hicks)
- CHiPs (John Baker)

### Tokusatsu
- ULTRAMAN (Ultraman The Next)
- Ultraman Mebius (Zoffy)
- Ultraman Mebius & The Ultra Brothers (Zoffy)